# Vic Clark
Vic Clark (* in Coventry; † unbekannt) war ein britischer Radrennfahrer und nationaler Meister im Radsport.

## Sportliche Laufbahn
Clark war im Straßenradsport aktiv. Seine bedeutendsten Erfolge hatte er nach dem Zweiten Weltkrieg. 1946 und 1947 gewann er die nationale Meisterschaft im Bergzeitfahren jeweils vor Bob Maitland. 1948 holte er den Titel vor Richard Woore. 1944 wurde er Vize-Meister in dieser Disziplin, 1949 erneut hinter Maitland.